# 와이마누
와이마누(학명: Waimanu manneringi)는 중생대 백악기 말 대멸종으로부터 400만년 후 나타난 가장 오래된 펭귄이며, 약 6000만년 전에 멸종되었다.

## 특징
1. 조강 펭귄목이며, 몸 길이는 65~75cm였다.
2. 현재 존재하는 펭귄처럼 날개 뼈 위쪽은 편평하고 폭이 넓으며, 발뒤꿈치 뼈는 짧고 너비가 넓다.
3. 또한, 날개를 구성하는 뼈가 두껍고 온 몸의 뼈 밀도가 다른 조류에 비해 높다.